# Maria Anna d'Àustria (reina de Portugal)
Maria-Anna d'Àustria (Linz, Arxiducat d'Àustria, 7 de setembre de 1683 - Lisboa, 14 d'agost de 1754) fou una princesa d'Àustria i arxiduquessa, reina consort de Portugal (1708-1750) i regent de Portugal (1716-1750).

## Orígens
Va néixer a Linz el 7 de setembre de 1683. Era filla de l'emperador Leopold I del Sacre Imperi Romanogermànic i de la seva tercera esposa, Elionor del Palatinat-Neuburg. Fou germana dels emperadors Josep I i Carles VI.

## Matrimoni
Va casar-se amb Joan V de Portugal. El representant encarregat de les negociacions del matrimoni va ser el comte de Vilar Maior, Fernando Teles da Silva, que va presentar-se a Viena amb una rica i sumptuosa ambaixada. El 9 de juliol de 1708 es va celebrar la boda per poders a la catedral de Sant Esteve, essent el rei Joan representant per l'emperador Josep I, i va oficiar la cerimònia el cardenal de Saxònia.
Maria Anna va viatjar fins a Lisboa en vaixell, escortada per una esquadra d'onze naus. Va arribar a la capital portuguesa el 26 d'octubre, i va ser rebuda amb importants festes. Es casà en persona el 27 d'octubre de 1708 a Lisboa amb el rei Joan V de Portugal.

## Regnat
Va assumir dues vegades la regència. La primera el 1716, amb motiu d'una romeria que va fer el seu marit a Vila Viçosa. La segona el 1742, mentre el rei estava malalt, malgrat que el príncep Josep tenia vint-i-set anys. Durant les regències va mostrar sempre una gran capacitat, prudència i sentit de la justícia.
A la seva arribada a Portugal, va considerar convenient instal·lar una comunitat de religiosos carmelites descalços alemanys que administressin a les persones naturals d'Alemanya. Va tractar-ho amb el pare Leopoldo de Santa Teresa, un carmelita descalç alemany. La reina va manar edificar una església dedicada a Sant Joan Nepomucè i Santa Anna i un hostatgeria per als religiosos carmelites, que depenien de la congregació d'Itàlia.
A ella es deu la protecció de Sebastião José de Carvalho e Melo, més tard marquès de Pombal, que va recomanar al seu fill Josep per nomenar-lo ministre, després de la mort de Joan V, a qui va sobreviure.

## Mort
Va morir al Palau de Belém el 14 d'agost de 1754.

## Descendència
D'aquesta unió nasqueren:
- la infanta Maria Bàrbara de Bragança (1711-1758), casada el 1729 amb Ferran VI d'Espanya
- l'infant Pere de Bragança (1712-1714), príncep del Brasil i duc de Bragança
- l'infant Josep I de Portugal (1714-1777), rei de Portugal
- l'infant Carles de Bragança (1716-1736)
- l'infant Pere III de Portugal (1717-1786), casat el 1760 amb la seva neboda, la reina Maria I de Portugal
- l'infant Alexandre de Bragança (mort jove 1723-1728)